# Жуліо Баптіста
Жуліо Баптіста (порт. Júlio Baptista; нар. 1 жовтня 1981, Сан-Паулу) — колишній бразильський футболіст, атакувальний півзахисник.

## Клубна кар'єра
У дорослому футболі дебютував 2000 року виступами за «Сан-Паулу», в якому провів чотири сезони, взявши участь у 75 матчах чемпіонату. Більшість часу, проведеного у складі «Сан-Паулу», був основним гравцем атакувальної ланки команди.

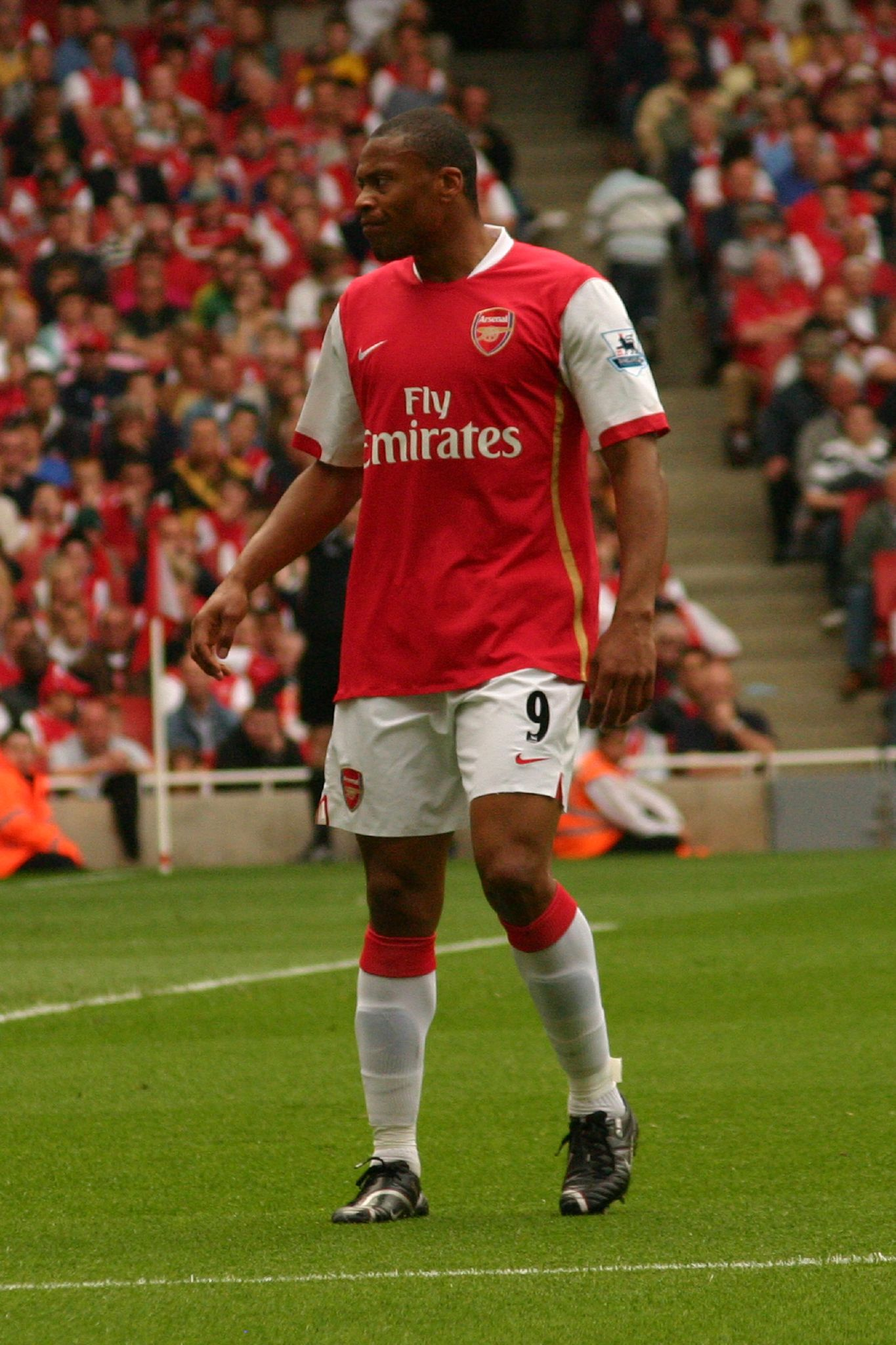
Жуліо Баптіста під час виступів за «Арсенал». 6 травня 2007 року.

З 2003 по 2008 рік грав у складі іспанських клубів «Севілья» та «Реал Мадрид», а також віддавався в оренду до лондонського «Арсенала». Протягом виступів за «королівський клуб» виборов титул чемпіона Іспанії.
Своєю грою привернув увагу представників тренерського штабу «Роми», до складу якої приєднався 14 серпня 2008 року за 9 млн євро. Відіграв за «вовків» наступні два з половиною сезони своєї ігрової кар'єри.
До складу клубу «Малага» приєднався 3 січня 2011 року за 2,5 млн євро. Відіграв за клуб з Малаги 29 матчів в національному чемпіонаті.
Влітку 2013 року повернувся на батьківщину, ставши гравцем клубу «Крузейру», де і провів 2,5 роки, вигравши за цей час два чемпіонати Бразилії та чемпіонат штату Мінас-Жерайс.
До складу клубу «Орландо Сіті» приєднався на початку 2016 року. Відтоді встиг відіграти за команду з Орландо 0 матчів в національному чемпіонаті.

## Виступи за збірну
2003 року залучався до складу молодіжної збірної Бразилії. На молодіжному рівні зіграв у 5 офіційних матчах, забив 3 голи.
4 червня 2001 року дебютував в офіційних матчах у складі національної збірної Бразилії в матчі розіграшу Кубка Конфедерацій 2001 року проти збірної Японії, який завершився з рахунком 0-0.
У складі збірної був учасником розіграшу Кубка Конфедерацій 2001 року в Японії і Південній Кореї, розіграшу Золотого кубка КОНКАКАФ 2003 року у США та Мексиці, де разом з командою здобув «срібло», розіграшу Кубка Америки 2004 року у Перу, здобувши того року титул континентального чемпіона, розіграшу Кубка Конфедерацій 2005 року у Німеччині, здобувши того року титул переможця турніру, розіграшу Кубка Америки 2007 року у Венесуелі, здобувши того року титул континентального чемпіона, розіграшу Кубка Конфедерацій 2009 року у ПАР, здобувши того року титул переможця турніру, та чемпіонату світу 2010 року у ПАР.
Провів у формі головної команди країни 47 матчів, забивши 5 голів.

## Статистика виступів

### Статистика клубних виступів
| Сезон                   | Команда                 | Чемпіонат               | Чемпіонат | Чемпіонат | Національний кубок | Національний кубок | Національний кубок | Інші змагання | Інші змагання | Інші змагання | Єврокубки | Єврокубки | Єврокубки | Усього | Усього |
| Сезон                   | Команда                 | Ліга                    | Ігор      | Голів     | Ліга               | Ігор               | Голів              | Ліга          | Ігор          | Голів         | Ліга      | Ігор      | Голів     | Ігор   | Голів  |
| ----------------------- | ----------------------- | ----------------------- | --------- | --------- | ------------------ | ------------------ | ------------------ | ------------- | ------------- | ------------- | --------- | --------- | --------- | ------ | ------ |
| 2000                    | «Сан-Паулу»             | A                       | 14        | 0         | —                  | —                  | —                  | —             | —             | —             | —         | —         | —         | 14     | 0      |
| 2001                    | «Сан-Паулу»             | A                       | 25        | 4         | —                  | —                  | —                  | —             | —             | —             | —         | —         | —         | 25     | 4      |
| 2002                    | «Сан-Паулу»             | A                       | 21        | 3         | —                  | —                  | —                  | —             | —             | —             | —         | —         | —         | 21     | 3      |
| 2003                    | «Сан-Паулу»             | A                       | 15        | 3         | —                  | —                  | —                  | —             | —             | —             | —         | —         | —         | 15     | 3      |
| Усього за «Сан-Паулу»   | Усього за «Сан-Паулу»   | Усього за «Сан-Паулу»   | 75        | 10        |                    | —                  | —                  |               | —             | —             |           | —         | —         | 75     | 10     |
| 2003-04                 | «Севілья»               | ПД                      | 30        | 20        | КІс                | 6                  | 4                  | —             | —             | —             | —         | —         | —         | 36     | 24     |
| 2004-05                 | «Севілья»               | ПД                      | 33        | 18        | КІс                | 2                  | 0                  | —             | —             | —             | КУЄФА     | 8         | 5         | 43     | 23     |
| Усього за «Севілью»     | Усього за «Севілью»     | Усього за «Севілью»     | 63        | 38        |                    | 8                  | 4                  |               | —             | —             |           | 8         | 5         | 79     | 47     |
| 2005-06                 | «Реал Мадрид»           | ПД                      | 32        | 8         | КІс                | 6                  | 1                  | —             | —             | —             | ЛЧ        | 7         | 0         | 45     | 9      |
| 2006-07                 | «Арсенал»               | ПЛ                      | 24        | 3         | КА+КЛ              | 4+3                | 0+6                | —             | —             | —             | ЛЧ        | 4         | 1         | 35     | 10     |
| 2007-08                 | «Реал Мадрид»           | ПД                      | 27        | 3         | КІс                | 1                  | 0                  | СІс           | 2             | 0             | ЛЧ        | 3         | 1         | 33     | 4      |
| Усього за «Реал Мадрид» | Усього за «Реал Мадрид» | Усього за «Реал Мадрид» | 59        | 11        |                    | 7                  | 1                  |               | 2             | 0             |           | 10        | 1         | 78     | 13     |
| 2008-09                 | «Рома»                  | A                       | 27        | 9         | КІт                | 2                  | 0                  | СІт           | 1             | 0             | ЛЧ        | 7         | 2         | 37     | 11     |
| 2009-10                 | «Рома»                  | A                       | 23        | 3         | КІт                | 2                  | 1                  |               | -             | -             | ЛЕ        | 6         | 0         | 31     | 4      |
| 2010-11                 | «Рома»                  | A                       | 7         | 0         | КІт                | 0                  | 0                  | СІт           | 0             | 0             | ЛЧ        | 1         | 0         | 8      | 0      |
| Усього за «Рому»        | Усього за «Рому»        | Усього за «Рому»        | 57        | 12        |                    | 4                  | 1                  |               | 1             | 0             |           | 14        | 2         | 76     | 15     |
| 2010-11                 | «Малага»                | ПД                      | 11        | 9         | КІ                 | 0                  | 0                  | —             | —             | —             | —         | —         | —         | 11     | 9      |
| 2011-12                 | «Малага»                | ПД                      | 4         | 1         | КІ                 | 0                  | 0                  | —             | —             | —             | —         | —         | —         | 4      | 1      |
| 2012–13                 | «Малага»                | ПД                      | 14        | 4         | КІ                 | 0                  | 0                  | ЛЧ            | 4             | 0             | -         | -         | -         | 18     | 4      |
| Усього за «Малагу»      | Усього за «Малагу»      | Усього за «Малагу»      | 29        | 14        |                    | 0                  | 0                  |               | 4             | 0             |           | -         | -         | 33     | 14     |
| 2013                    | «Крузейру»              | ЛМ+A                    | 0+13      | 5         | КБ                 | 1                  | 0                  | -             | -             | -             | -         | -         | -         | 14     | 5      |
| 2014                    | «Крузейру»              | ЛМ+A                    | 11+14     | 3+4       | КБ                 | 6                  | 2                  | КЛ            | 8             | 2             | -         | -         | -         | 39     | 11     |
| 2015                    | «Крузейру»              | ЛМ+A                    | 1+2       | 0         | КБ                 | 0                  | 0                  | -             | -             | -             | -         | -         | -         | 3      | 0      |
| Усього за «Крузейру»    | Усього за «Крузейру»    | Усього за «Крузейру»    | 12+29     | 3+9       |                    | 7                  | 2                  |               | 8             | 2             |           | -         | -         | 56     | 16     |
| 2016                    | «Орландо Сіті»          | МЛС                     | 0         | 0         | ВКСША              | 0                  | 0                  | -             | -             | -             | -         | -         | -         | 0      | 0      |
| Усього за кар'єру       | Усього за кар'єру       | Усього за кар'єру       | 324       | 97        |                    | 34                 | 14                 |               | 48            | 11            |           | 3         | 0         | 433    | 125    |

### Статистика виступів за збірну
| Дата       | Місто              | Господарі         | Результат             | Гості     | Турнір                                       | Голи | Примітки |
| ---------- | ------------------ | ----------------- | --------------------- | --------- | -------------------------------------------- | ---- | -------- |
| 04/06/2001 | Префектура Ібаракі | Японія            | 0 – 0                 | Бразилія  | Кубок Конфедерацій 2001 - 1-й етап           | -    |          |
| 09/06/2001 | Ульсан             | Австралія         | 1 – 0                 | Бразилія  | Кубок Конфедерацій 2001 - матч за 3-тє місце | -    |          |
| 13/07/2003 | Мехіко             | Мексика           | 1 – 0                 | Бразилія  | Кубок КОНКАКАФ 2003 - 1-й етап               | -    |          |
| 15/07/2003 | Мехіко             | Гондурас          | 1 – 2                 | Бразилія  | Кубок КОНКАКАФ 2003 - 1-й етап               | -    |          |
| 19/07/2003 | Маямі              | Колумбія          | 0 – 2                 | Бразилія  | Кубок КОНКАКАФ 2003 - 1-й етап               | -    |          |
| 23/07/2003 | Маямі              | США               | 1 – 2                 | Бразилія  | Кубок КОНКАКАФ 2003 - Semifinale             | -    |          |
| 27/07/2003 | Мехіко             | Бразилія          | 0 – 1                 | Мексика   | Кубок КОНКАКАФ 2003 - Фінал                  | -    | 2 місце  |
| 18/02/2004 | Дублін             | Ірландія          | 0 – 0                 | Бразилія  | товариський матч                             | -    |          |
| 28/04/2004 | Будапешт           | Угорщина          | 1 – 4                 | Бразилія  | товариський матч                             | -    |          |
| 20/05/2004 | Сен-Дені           | Франція           | 0 – 0                 | Бразилія  | товариський матч                             | -    |          |
| 03/06/2004 | Белу-Оризонті      | Бразилія          | 3 – 0                 | Аргентина | Відбір до ЧС 2006                            | -    |          |
| 06/06/2004 | Сантьяго           | Чилі              | 1 – 1                 | Бразилія  | Відбір до ЧС 2006                            | -    |          |
| 21/07/2004 | Ліма               | Уругвай           | 1 – 1                 | Бразилія  | Копа Америка 2004 - півфінал                 | -    |          |
| 08/09/2004 | Берлін             | Німеччина         | 1 – 1                 | Бразилія  | товариський матч                             | -    |          |
| 09/02/2005 | Гонконг            | Гонконг           | 1 – 7                 | Бразилія  | товариський матч                             | -    |          |
| 22/06/2005 | Кельн              | Японія            | 2 – 2                 | Бразилія  | Кубок Конфедерацій 2005 - 1-й етап           | -    |          |
| 25/06/2005 | Нюрнберг           | Німеччина         | 2 – 3                 | Бразилія  | Кубок Конфедерацій 2005 - півфінал           | -    |          |
| 17/08/2005 | Спліт              | Хорватія          | 1 – 1                 | Бразилія  | товариський матч                             | -    |          |
| 09/10/2005 | Ла-Пас             | Болівія           | 1 – 1                 | Бразилія  | Відбір до ЧС 2006                            | -    |          |
| 16/08/2006 | Осло               | Норвегія          | 1 – 1                 | Бразилія  | товариський матч                             | -    |          |
| 03/09/2006 | Лондон             | Бразилія          | 3 – 0                 | Аргентина | товариський матч                             | -    |          |
| 05/09/2006 | Лондон             | Уельс             | 0 – 2                 | Бразилія  | товариський матч                             | -    |          |
| 01/07/2007 | Матурін            | Чилі              | 0 – 3                 | Бразилія  | Копа Америка 2007 - 1-й етап                 | -    |          |
| 04/07/2007 | Пуерто Ла Крус     | Еквадор           | 0 – 1                 | Бразилія  | Копа Америка 2007 - 1-й етап                 | -    |          |
| 07/07/2007 | Пуерто Ла Крус     | Чилі              | 1 – 6                 | Бразилія  | Копа Америка 2007 - чвертьфінал              | 1    |          |
| 10/07/2007 | Маракайбо          | Уругвай           | 2 – 2 д.ч. (4-5 п.п.) | Бразилія  | Копа Америка 2007 - півфінал                 | 1    |          |
| 15/07/2007 | Маракайбо          | Аргентина         | 0 – 3                 | Бразилія  | Копа Америка 2007 - Фінал                    | 1    | 8 титул  |
| 22/08/2007 | Монпельє           | Алжир             | 0 – 2                 | Бразилія  | товариський матч                             | -    |          |
| 09/09/2007 | Чикаго             | США               | 1 – 4                 | Бразилія  | товариський матч                             | -    |          |
| 12/09/2007 | Бостон             | Мексика           | 1 – 3                 | Бразилія  | товариський матч                             | -    |          |
| 14/10/2007 | Богота             | Колумбія          | 0 – 0                 | Бразилія  | Відбір до ЧС 2010                            | -    |          |
| 06/02/2008 | Дублін             | Ірландія          | 0 – 1                 | Бразилія  | товариський матч                             | -    |          |
| 26/03/2008 | Лондон             | Швеція            | 0 – 1                 | Бразилія  | товариський матч                             | -    |          |
| 31/05/2008 | Сієтл              | Канада            | 2 – 3                 | Бразилія  | товариський матч                             | -    |          |
| 15/06/2008 | Асунсьйон          | Парагвай          | 2 – 0                 | Бразилія  | Відбір до ЧС 2010                            | -    |          |
| 18/06/2008 | Белу-Оризонті      | Бразилія          | 0 – 0                 | Аргентина | Відбір до ЧС 2010                            | -    |          |
| 10/09/2008 | Ріо-де-Жанейро     | Бразилія          | 0 – 0                 | Болівія   | Відбір до ЧС 2010                            | -    |          |
| 10/02/2009 | Лондон             | Бразилія          | 2 – 0                 | Італія    | товариський матч                             | -    |          |
| 29/03/2009 | Кіто               | Еквадор           | 1 – 1                 | Бразилія  | Відбір до ЧС 2010                            | 1    |          |
| 06/06/2009 | Монтевідео         | Уругвай           | 0 – 4                 | Бразилія  | Відбір до ЧС 2010                            | -    |          |
| 18/06/2009 | Йоганнесбург       | США               | 0 – 3                 | Бразилія  | Кубок Конфедерацій 2009 - 1-й етап           | -    |          |
| 12/08/2009 | Таллінн            | Естонія           | 0 – 1                 | Бразилія  | товариський матч                             | -    |          |
| 09/09/2009 | Салвадор           | Бразилія          | 4 – 2                 | Чилі      | Відбір до ЧС 2010                            | 1    |          |
| 14/11/2009 | Доха               | Бразилія          | 1 – 0                 | Англія    | товариський матч                             | -    |          |
| 17/11/2009 | Маскат             | Оман              | 0 – 2                 | Бразилія  | товариський матч                             | -    |          |
| 06/02/2010 | Хараре             | Зімбабве          | 0 – 3                 | Бразилія  | товариський матч                             | -    |          |
| 25/06/2010 | Дурбан             | Португалія        | 0 – 0                 | Бразилія  | ЧС 2010 - 1-й етап                           | -    |          |
| Усього     |                    | Матчів (56 місце) | 47                    |           | Голів (84 місце)                             | 5    |          |

## Титули і досягнення
- Чемпіон штату Сан-Паулу (1):

«Сан-Паулу»: 2000
- Чемпіон Іспанії (1):

«Реал Мадрид»: 2007-08
- Чемпіон Бразилії (2):

«Крузейру»: 2013, 2014
- Чемпіон штату Мінас-Жерайс

«Крузейру»: 2014
- Чемпіон Південної Америки (U-20) (1):

Бразилія (U-20): 2001
- Срібний призер Золотого кубка КОНКАКАФ (1):

Бразилія: 2003
- Володар Кубка Америки (2):

Бразилія: 2004, 2007
- Володар Кубка Конфедерацій (2):

Бразилія: 2005, 2009